# A tudomány világnapja a békéért és a fejlődésért
A tudomány világnapja a békéért és a fejlődésért (rövidebben: A tudomány világnapja) az UNESCO által támogatott ünnepnap, aminek célja a tudomány népszerűsítése. A tudomány világnapja nem hivatalos állami ünnep.
Az UNESCO kormányzati szervekkel és egyéb szervezetekkel is kapcsolatban áll.
Ezen a napon:
- Nyílt napokat tartanak egyes intézményekben, hogy a tudomány szerepét a békés fejlődésben bemutassák az érdeklődő lakosságnak.
- Az iskolai osztályokba tudósokat és ismeretterjesztő előadókat hívnak meg, akik arról beszélnek, hogy a tudomány és a technológia hogyan változtatja meg a mindennapi életünket. Ismertetik a tudományos életpályákat a fiatalok előtt.
- Tudományos múzeumok speciális túrákat tartanak.
- Egyes kormányok ezen a napon a nyilvánosság elé tárják a tudományos kutatások további támogatásának szándékát és módjait.

## Története
A tudomány világnapja ötletét egy 1999-es tudományos konferencián ajánlották, amit Budapesten tartottak. Az UNESCO egy 2001-es konferencián jelentette be a tudomány világnapját, amit minden évben november 10-én tartanak. Első ízben 2002-ben ünnepelték meg.